# Hemiunu

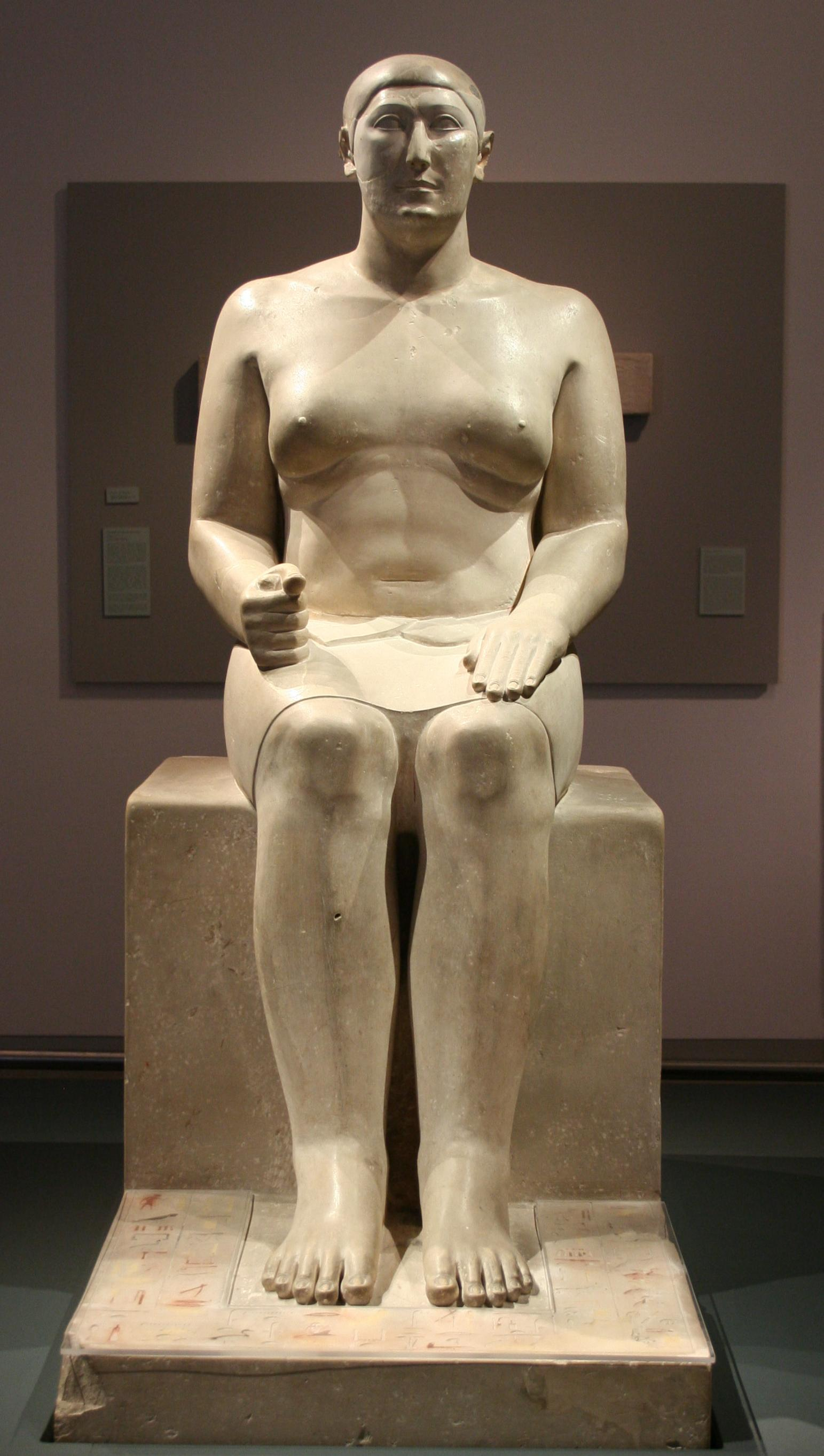
Statue des Hemiunu im Roemer- und Pelizaeus-Museum Hildesheim

Hemiunu (auch Hemiun) war ein Prinz der altägyptischen 4. Dynastie. Während der Regierungszeit von Pharao Cheops hatte er das Amt des Wesirs inne und war somit der höchste Beamte nach dem König. Hemiunu trug außerdem den Titel „Vorsteher aller Bauarbeiten des Königs“ und war somit höchstwahrscheinlich verantwortlich für den Bau der Cheops-Pyramide.

## Familie
Die genaue Abstammung Hemiunus ist nicht ganz klar. Sein Vater ist der in Meidum bestattete Prinz Nefermaat. Dessen Vater wiederum ist nicht zweifelsfrei identifiziert. Es handelt sich entweder um Pharao Snofru oder dessen Vorgänger Huni. Hemiunu wäre demnach ein Neffe oder ein Cousin des Cheops. Über Frauen und Kinder ist nichts bekannt.

## Sein Grab
Hemiunu wurde in der Mastaba G 4000 auf dem westlichen Gräberfeld der Cheops-Pyramide begraben. Als einzige Mastaba aus dieser Zeitperiode enthält sie zwei Grabkammern, von denen eine möglicherweise für eine Frau Hemiunus gedacht war. Im nördlichen Serdab der Grabanlage wurde eine überlebensgroße Kalkstein-Statue des Hemiunu gefunden, die sich heute im Roemer- und Pelizaeus-Museum Hildesheim befindet. Auch sie bezeugt seine herausragende Stellung, denn aus der Regierungszeit des Cheops sind sonst keine weiteren Privatstatuen bekannt.

„Es war ein eigener Anblick, die große Statue in dem aus feinsten, großen Kalksteinquadern gebauten großen Serdab durch das von römischen Räubern gemachte Loch sitzen zu sehen! Eine imposante Überraschung! Leider hatten die Räuber der Statue den Schädel eingeschlagen und die, wahrscheinlich aus kostbarem Material bestehenden, Augen ausgemeißelt; jedoch fanden sich alle Stückchen vor und kann man den ganzen Kopf, mit Ausnahme der Augen, zusammenfinden.“